# لياندرو كورونيل
لياندرو كورونيل (بالإسبانية: Leandro Coronel)‏ (10 فبراير 1988 في الأرجنتين - ) هو لاعب كرة قدم أرجنتيني في مركز الوسط. شارك مع منتخب الأرجنتين تحت 17 سنة لكرة القدم. أما مع النوادي، فقد لعب مع انيستتوتو وتشاكاريتا جيونيورز وفيليز سارسفيلد وكيلمس وClub Social y Deportivo Liniers ‏ وديبورتيس إيكيكي.

## وصلات خارجية
- لياندرو كورونيل على موقع قاعدة بيانات كرة القدم.إي يو (الإنجليزية)